# Porto (zaljev)
Zaljev Porto nalazi se u sklopu Regionalnog parka Korzika (francuski: Parc Naturel Régional de Corse, korzikanski: Parcu di Corsica) na francuskom otoku Korzici, čine ga uvale Piana, Zaljev Girolata i Nacionalni rezervat Scandola. 
Prostire se na oko 11.800 hektara i štiti mnoge endemske i ugrožene vrste biljaka i životinja. Dvije ugrožene vrste rogatih sisara obitavaju tu, muflon (Ovis aries musimon) i endemski korzikanski crveni jelen (Cervus elaphus corsicanus). Ukupno se tu nalaze 33 endemske vrste biljaka, a litice su dom mnogim morskim pticama, kao što je bukoč, kaukal, sivi sokol i srebrnasti galeb. Gotovo je nepristupačan za posjetitelje, te se može obići samo brodom iz sela Galéria. 
God. 1983., zaljev Porto upisan je na UNESCO-ov popis mjesta svjetske baštine u Europi kao prirodni fenomen izvanredne ljepote, posebice porfiritskih stijena poluotoka Scandola s kršovitim raslinjem, bistrih voda s mnogo manjih uvala i nepristupačnih špilja u kojima obitava veliki broj raznolikih morskih živih vrsta.

## Nacionalni rezervat Scandola
Nacionalni rezervat Scandola (Réserve naturelle de Scandola) ima površinu od 19.19 km² (9.19 km² kopna i 10 km² obale), a nalazi se na zapadnoj obali Korzike između Rta Muchillina i rta Nera, uključujući zaljev Girolata. Rezervat ima dva dijela, uvalu Elpa Nera i poluotok Scandola, koji se odlikuju oštrim liticama s mnogim nepristupačnim uvalama, usjecima i jamama, kao što je Tuara. Osnovan je 1975. godine, a cijela njegova obala ima visoke crvene litice visine oko 900 metara, ali i pješćane plaže.

## Uvale Piana
Uvale Piana (E Calanche di Piana, Calanques de Piana) su mnogi morski usjeci (calanca) općine Piana, između Ajaccioa i Calvija, u korzikanskom zaljevu Porto.
- Otok Gargalo i Palazzu ploča
- Ploča nacionalnog rezervata Scandola
- Organizirani obilazak parka
- Riolitne stijene rta Osani
- Usjeci Piana

## Vanjske poveznice
|  | Zajednički poslužitelj ima još gradiva o temi Porto (zaljev) |

- Zaljev Porto  Arhivirana inačica izvorne stranice od 14. siječnja 2009. (Wayback Machine) (engl.)
- Nacionalni rezervat Scandola  Arhivirana inačica izvorne stranice od 27. rujna 2007. (Wayback Machine) (fr.)